# روح (فیلم ۱۹۹۰)
روح یا شبح (به انگلیسی: Ghost) فیلمی رمانتیک، تخیلی، جنایی و مهیج به کارگردانی جری زاکر محصول سال ۱۹۹۰ است. داستان فیلم در مورد زنی جوان، در مخاطره و روح همسر مقتولش است که تلاش می‌کند به کمک واسطه‌ای بی‌میل وی را نجات دهد.

## خلاصه داستان فیلم
سام ویت (سوایزی) طی گردشی شبانه با نامزدش، مالی (دمی مور)، در کوچه‌ای تاریک به دست ولگردی به قتل می‌رسد و روحش از بدنش جدا می‌شود، اما کنار مالی می‌ماند. بعدتر روح سام می‌فهمد که مرگش تصادفی نبوده و دوستش کارل (تونی گلدوین) این نقشه را برای تصاحب چهار میلیون دلاری کشیده که به اشتباه از حساب بانکی او سر درآورده است. روح به کمک یک زن کلاهبردار احضار کنندهٔ ارواح، ادا (ووپی گلدبرگ) — تنها کسی که صدای او را می‌شنود — و پس از یادگرفتن راه حرکت دادن اشیاء از روحی سرگردان، همهٔ کارها را روبه‌راه می‌کند و سپس، به آن دنیا می‌رود…

## موسیقی
موسیقی فیلم توسط آهنگ ساز کهنه‌کار موریس ژار نوشته شد. موزیک هم چنین شامل استفاده از آهنگ ۱۹۹۵ بنام «ملودی آزاد شده» است که الکس نورث با متن «های زرت» آنرا نوشته بود. کار ژار برای آکادمی سال ۱۹۹۰ برای بهترین کار سال نامزد شد. اما به جان بری برای «رقصنده با گرگ‌ها» باخت.
آلبوم موسیقی تحت «میلان رکوردز» منتشر شد. سپس در ۱۹۹۵ با دو آهنگ اضافه دوباره منتشر شد. بعداً دوباره با یک آهنگ اضافه و مصاحبه‌ای با موریس ژار منتشر شد.

## بازخوردها
این فیلم عموماً نقدهای مطلوبی دریافت کرد و رتبهٔ جدید ۷۴٪ بر پایه نقدهای ۶۵ منتقد گرفت. روح امتیاز ۵۳ را از سایت انتقادی متاکریتیک گرفت. از این فیلم برای رفتار کلیشه‌ای با شخصیت اودا مایی براون مورد انتقاد قرار گرفت. در هر حال، اجرای گلدبرگ بسیار تحسین شد. جنت مزلین در نقدش برای نیویورک تایمز نوشت: «خانم گلدبرگ نقشش را شگفت‌انگیز بازی کرد. این یکی از موقعیت‌های نادری است که او نقش مناسب خودش را پیدا کرد و آن را عالی بازی کرد.» گلدبرگ برای بازی اش جایزه آکادمی اوارد، بفتا و گلدن گلوب را برد.

### باکس آفیس
این فیلم موفقیت‌های بسیار بزرگی در باکس آفیس داشت؛ با بودجه ۲۲٬۰۰۰٬۰۰۰ دلاری سود ناخالص ۵۰۵٬۷۰۲٬۵۸۸ دلاری بدست آورد. این بالاترین سود ناخالص در سال ۱۹۹۰ بود.

## جوایز
اسکار:
- برنده اسکار بهترین فیلمنامه غیر اقتباسی
- برنده اسکار بهترین بازیگر نقش مکمل زن برای ووپی گلدبرگ
- کاندیدای اسکار بهترین موسیقی متن
- کاندیدای اسکار بهترین تدوین
- کاندیدای اسکار بهترین فیلم

گلدن گلوب:
- کاندیدای بهترین فیلم
- برنده بهترین بازیگر نقش مکمل زن برای ووپی گلدبرگ

بفتا:
- کاندیدای بهترین آرایش مو
- کاندیدای بهترین جلوه‌های ویژه
- کاندیدای بهترین فیلم نامه
- برنده بهترین بازیگر نقش مکمل زن برای ووپی گلدبرگ